# Raphistemma pulchellum
Raphistemma pulchellum là một loài thực vật có hoa trong họ La bố ma. Loài này được (Roxb.) Wall. miêu tả khoa học đầu tiên năm 1831.